# Please Save My Earth
Please Save My Earth (jap. ぼくの地球を守って, Boku no Chikyū o Mamotte, kurz: ぼく地球, Bokutama) ist ein Manga der japanischen Zeichnerin Saki Hiwatari. Er umfasst über 3.700 Seiten und richtet sich an jugendliche Mädchen, lässt sich also der Shōjo-Kategorie zuordnen.

## Handlung
Zentrale Figur der Geschichte ist die 16-jährige Alice, die gerade mit ihren Eltern und ihrem Bruder nach Tokio gezogen ist und sich dort nicht ganz wohl fühlt. Seit jeher nimmt sie die Gefühle von Pflanzen und Tieren wahr und kann sich sogar mit ihnen verständigen. In der Nachbarwohnung lebt der 7 Jahre alte Rin mit seiner Familie. Die beiden verstehen sich anfangs nicht besonders gut und durch einige unglückliche Umstände landet Rin mit Alices Verschulden im Krankenhaus, wo er sich plötzlich an ein früheres Leben erinnert, in dem er unter dem Namen Shion auf einer Mondbasis arbeitete. In Alice erkennt er die ebenfalls dort stationierte Wissenschaftlerin Mokuren wieder – seine einstige große Liebe.
Im Laufe der Geschichte treffen die beiden auf weitere Gefährten aus ihrem früheren Leben und erinnern sich der schrecklichen Katastrophe, die sie alle getötet hat.

## Charaktere
Alice Sakaguchi/Mokuren Kohasuseite
Mokuren ist Biologin, klug, schön, besonnen und gelassen, sanftmütig und treuherzig. Durch eine Mutation verfügt sie die übernatürliche Fähigkeit, die Surchess Power. Mit der kann sie sich mit Pflanzen und Tieren verständigen, die ihr oft den größten Trost spenden in schweren Zeiten. Ihre Eltern waren beide Kichess, die sich verbotenerweise liebten und Mokuren, auch eine Kichess zeugte. Alle Kichess werden isoliert von der Außenwelt aufgezogen, weshalb sie gewaltsam von ihren Eltern getrennt wurde und daher Sujelim, die Gottheit in dieser Welt, verachtet. Sie wünscht sich als ein normaler Mensch beachtet zu werden, weshalb sie sich zu Shion hingezogen fühlt, weil er die erste Person ist, die sie als solcher wahrnimmt. Ihre Reinkarnation Alice ist eine wortkarge und zurückhaltende Oberschülerin.
Rin Kobayashi/Shion Zaitess
Shion ist ein genialer Techniker mit einem ausgeprägten Gerechtigkeitssinn und Ungeschick mit Gefühlen. Seine Reinkarnation Rin ist ein ungezogener Junge, der in Alice verliebt ist. Aufgrund der Ereignisse auf dem Mond ist er neun Jahre jünger als die anderen. Er kommt mit den Erinnerungen an eine frühere Existenz nicht zurecht und reagiert mit Intrigen.
Jinpachi Ogura/Gyokuran Oantisha
Gyokuran ist Doktor der Archäologie und vernünftig und anständig. Er stellt sein Können gern zur Schau. Seine Reinkarnation Jinpachi ist ein Schulkamerad und der beste Freund von Issei. Er ist temperamentvoll und intolerant. Als er Alice seine Liebe gesteht, weist diese ihn ab.
Issei Nishikiori/Enju Tofekolohru
Enju ist eine ruhige, introvertierte Paläontologin. Allerdings liebt sie Gyokuran und zerbricht an Gyokurans abweisender Art. Ihre Reinkarnation Issei ist ein gutaussehender Junge. Er ist geplagt von seinen Erinnerungen an die Liebe als Enju zu Gyokuran und ist in seiner Reinkarnation als Mann hin- und hergerissen. Er hat sich in seinen besten Freund Jinpachi verliebt.
Sakura Kokushou/Shusuran Lokishianohru
Shusuran ist Enjus beste Freundin und ebenfalls Naturwissenschaftlerin. Aufgrund persönlicher Erfahrungen und ihrer großen Besorgnis um Enju ist sie Männern gegenüber sehr misstrauisch. Ihre Reinkarnation Sakura ist ein lebensfrohes Yokohama-Girl. Trotz ihrer robusten und direkten Art ist sie ein liebes Mädchen, das auch in diesem Leben zu Issei eine treue Freundschaft entwickelt.
Haruhiko Kasama/Shukaido Remsaine
Shukaido ist Mokurens Teestundenkamerad und Doktor der Medizin. Seine Inkarnation Haruhiko ist ein herzkranker Junge mit übersinnlichen Fähigkeiten, der unter den Erinnerungen an seine frühere Existenz leidet. In Tamura hat er eine liebevolle Stütze.
Daisuke Dobashi/Hiiragi Okutakusanohru
Hiiragi ist verantwortlich für die Durchführung der Aufgaben auf der Mondbasis und hat einen eigensinnigen Charakter. Seine Reinkarnation Daisuke organisiert bei sich zu Hause in Kawasaki die Treffen der Kameraden. Er ist auch in diesem Leben eine Führungspersönlichkeit und ein praktisch und rational denkender Mensch.
Tamura
Der ehemalige Boss einer Motorradbande wurde von der Familie Matsudaira zusammen mit seinem jüngeren Bruder adoptiert. Nach dem Selbstmord seines Bruders steigt er aus dem Milieu aus und wird ein anständiger Mann, der sich von da an um den Junior des Herrn Matsudaira kümmert. Er ist ebenfalls gut mit Haruhiko befreundet.

## Veröffentlichungen
In Japan erschien die Manga-Serie von 1987 bis 1994 in Einzelkapiteln im Manga-Magazin Hana to Yume, in dem zur selben Zeit unter anderem auch Marimo Ragawas Aka-chan to Boku und Suzue Miuchis Glass no Kamen veröffentlicht worden. Der Hakusensha-Verlag fasste diese Einzelkapitel auch in 21 Sammelbände zusammen.
Die deutsche Ausgabe der 21 Bände wurde ab 2002 von Carlsen Comics herausgegeben.

## Verfilmung
1993 verfilmte das Animationsstudio Production I.G einen Teil der Geschichte als sechsteiligen Anime. Der Anime erschien als Original Video Animation direkt auf Video. Regie führte Kazuo Yamazaki.
In Deutschland brachte Anime-Virtual die sechs Episoden im Juli 2002 unter dem Titel Reinkarnation – Please Save My Earth auf zwei DVDs heraus. 2004 erschienen diese beiden DVDs auch als Sammlerbox.

### Synchronisation
| Rolle                   | Japanischer Sprecher (Seiyū) |
| ----------------------- | ---------------------------- |
| Alice Sakaguchi         | Yuri Shiratori               |
| Rin Kobayashi           | Yumi Tōma                    |
| Haruhiko Kasama         | Kappei Yamaguchi             |
| Jinpachi Ogura/Gyokuran | Toshiyuki Morikawa           |
| Issei Nishikiori        | Ryōtarō Okiayu               |
| Sakura Kokushō/Shusuran | Naoko Matsui                 |
| Daisuke Dobashi/Hiiragi | Nobuo Tobita                 |
| Mikuro Yakushimaru      | Toshihiko Seki               |
| Mokuren                 | Emi Shinohara                |
| Shion                   | Show Hayami                  |
| Shuukaido               | Yasunori Matsumoto           |
| Enju                    | Yoshino Takamori             |